# Tarsilla Osti
Tarsilla Osti, née le 6 décembre 1895 à Pula en Istrie, morte le 26 décembre 1958 à Rome, est une religieuse istrienne, missionnaire des Sacrés-Cœurs de Jésus et Marie.
Réputée pour sa sainteté, elle est reconnue vénérable par le pape Benoît XVI en 2008.

## Biographie
Tarsilla Osti naît le 6 décembre 1895 à Pula dans la péninsule d'Istrie, alors en Autriche-Hongrie.
Ressentant la vocation religieuse, elle entre en 1925 chez les religieuses missionnaires des Sacrés Cœurs de Jésus et Marie, à Pula. Elle reste à Pula jusqu'en 1945, puis est affectée à Lanciano en Suisse d'octobre 1945 à janvier 1948. Elle passe ensuite dix ans au couvent de Piedimonte d'Alife, jusqu'en septembre 1958.
Malade, elle est hospitalisée à Naples dans une clinique, d'où elle sort deux mois après pour aller à Rome, à la maison généralice où elle meurt le 26 décembre 1958.
Pendant toute sa vie religieuse, elle est particulièrement remarquée pour son service plein de charité envers les malades, pour sa vie mystique et pour sa dévotion au Saint-Sacrement, restant des heures à prier devant celui-ci. Des témoins disent l'avoir entendue dialoguer avec Jésus.

## Procédure en béatification
Le procès pour l'éventuelle béatification de sœur Tarsilla Osti est étudié au niveau diocésain, puis transmis à Rome auprès de la Congrégation pour les causes des saints. Le 15 mars 2008, le pape Benoît XVI autorise la publication du décret sur l'héroïcité de ses vertus, et la reconnaît ainsi vénérable.